# Jónas Þórarinn Ásgeirsson
Jónas Þórarinn Ásgeirsson (* 25. August 1920 in Húsavík; † 14. Juni 1996 in Kópavogur) war ein isländischer Skispringer und Nordischer Kombinierer.

## Werdegang
Jónas Þórarinn wurde im nordisländischen Húsavík geboren und zog mit seiner Familie im Alter von einem Jahr nach Siglufjörður. Zwischen 1939 und 1955 wurde er fünf Mal isländischer Meister in der Nordischen Kombination, zwischen 1943 und 1957 gewann er sieben Mal den nationalen Meistertitel im Skispringen. Des Weiteren war er als Fußballspieler bei Knattspyrnufélag Siglufjarðar (KS) aktiv. Im Jahr 1946 gelang Jónas Þórarinn als Mitglied des Skíðafélag Siglufjarðar in Siglufjörður mit 54 m der zu diesem Zeitpunkt weiteste Sprung auf isländischem Boden. Er nahm 1947 am Springen auf dem Holmenkollbakken teil und war bei den Olympischen Winterspielen 1948 in St. Moritz der erste isländische Skispringer; mit zwei Sprüngen auf 57 m und 59,5 m landete er von der Normalschanze mit 179,8 Punkten auf dem 37. Platz. Später übernahm er das Geschäft seines Vaters in Siglufjörður, zog mit seiner Familie 1968 jedoch nach Reykjavík, wo er bis zum Ruhestand 1982 als Autoverkäufer arbeitete. Er starb im Alter von 75 Jahren im südwestisländischen Kópavogur.

## Erfolge

### Nationale Meistertitel
- Isländischer Meister in der Nordischen Kombination: 1939, 1940, 1942, 1950, 1955
- Isländischer Meister im Skispringen: 1943, 1949, 1950, 1951, 1955, 1957